# Pacifigorgia rubinoffi
Pacifigorgia rubinoffi is een zachte koraalsoort uit de familie Gorgoniidae. De koraalsoort komt uit het geslacht Pacifigorgia. Pacifigorgia rubinoffi werd in 2003 voor het eerst wetenschappelijk beschreven door Breedy & Guzman. 